# Mesoligia rufa-reticulata
Mesoligia rufa-reticulata är en fjärilsart som beskrevs av Tutt 1891. Mesoligia rufa-reticulata ingår i släktet Mesoligia och familjen nattflyn. Inga underarter finns listade i Catalogue of Life.